# Бугринка
Бугринка — посёлок в Большеглушицком районе Самарской области. Входит в состав сельского поселения Южное.

## История
В 1973 г. Указом Президиума ВС РСФСР поселок отделения №2 совхоза «Южный» переименован в Бугринка.

## Население
| 2010 |
| ---- |
| 40   |